# Javier Ibáñez
Javier Ibáñez Diaz (Matanzas, 14 de julho de 1996) é um pugilista búlgaro.

## Carreira
Em 2014, sagrou-se campeão cubano juvenil na categoria até 56 kg, e no mesmo ano também conquistou o Campeonato Mundial juvenil desta categoria, disputado em Sófia, na Bulgária. Em 2016, sagrou-se campeão de Cuba na mesma categoria e conquistou a medalha de prata no Campeonato Pan-Americano de Tegucigalpa, não participando da final devido à lesão. No Campeonato Mundial de Hamburgo em 2017, ele perdeu cedo para o vice-campeão Duke Ragan.
Em 2018, começou a competir pela Bulgária e participou do Campeonato Mundial em Belgrado em 2021. No Campeonato Europeu de Yerevan em 2022, conquistou a medalha de bronze. No Campeonato Europeu de Belgrado em 2024, ele conquistou a medalha de prata.
Nos Jogos Olímpicos de Verão de 2024, em Paris, conquistou a medalha de bronze na disputa de peso pena.